# Clash of Clans
Clash of Clans este un joc mobil de strategie dezvoltat de Supercell pe data de 2 august 2012. Scopul jocului este de a ataca inamici din toată lumea și de a deveni, cu timpul, mai puternic.

## Gameplay
Clash of Clans este un joc Multiplayer în care jucătorul trebuie să construiască un sat/colonie, să antreneze trupe, să atace alți jucători pentru resurse (aur/golds, elixir și elixir negru/dark elixir), care pot fi utilizate pentru construirea și îmbunătățirea unor structuri, sau pentru trofee. Se poate ataca și în singleplayer în harta goblinilor (Goblins Map).

### Trupe
Există o mare varietate de trupe ce se pot antrena în cazarme (Barracks). Fiecare trupă are un cost de creare în elixir sau în elixir negru. O dată ce trupa a fost antrenată, aceasta va merge într-o tabără (Army Camp) ocupând un număr de locuri diferit în funcție de trupă. Când tabăra este plină, toate trupele ce se antrenează din toate cazărmile vor fi suspendate. Trupele se pot îmbunătăți în laborator.
- Lista trupelor antrenabile cu elixir
  - Barbarii  (Barbarians): sunt trupe de pământ care nu pot ataca trupe aeriene. Barbarul este una din primele trupe care se pot antrena în joc și este simbolul unic al jocului. Ocupă un loc într-o tabără.
  - Arcașii (Archers): sunt primele trupe de pământ care pot ataca trupe aeriene. Pot ataca clădiri care stau după zid și sunt mai rapizi decât barbarii, dar au mai puțină viață. Ocupă un loc într-o tabără.
  - Goblinii (Goblins): sunt trupe de pământ utilizate în mod special pentru a jefui reseurse de la inamici, sunt cele mai rapide trupe din joc, dar au mai puțină viață decât arcașii. Ocupă un loc într-o tabără. Ei tintesc prima data cladirile cu resurse ( depozite, colectoare, castelul clanului si townhall) care primesc mai multe lovituri.
  - Giganții (Giants): Sunt trupe de pământ destul de lente, dar au multă viață. Giganții vor ataca întâi clădirile defensive. Ocupă cinci locuri într-o tabără.
  - Spărgători/Distrugători de ziduri (Wall Breakers/Bombers): Sunt scheleți kamikaze care duc o bombă cu ei pe care o detonează în momentul în care au ajuns lângă un zid, provocând astfel daune mari acestuia. Ocupă două locuri într-o tabără.
  - Baloanele cu aer cald (Balloons): Sunt primele trupe aeriene, în care se găsește câte un schelet care le conduce și care aruncă cu bombe o dată ce a ajuns la o țintă. Ca și giganții, vor ataca întâi structurile defensive. Ocupă cinci locuri într-o tabără.
  - Vrăjitorii/Magicienii (Wizards): Sunt trupe de pământ, care au o viață de nivel mediu și pot ataca trupe aeriene și clădiri după zid. Atacul lor este puternic și poate să rănească mai multe trupe dacă ele sunt lângă țintă. Ocupă patru locuri într-o tabără.
  - Vindecătorii (Healers): Sunt unicele trupe care nu pot crea daune clădirilor sau trupelor inamice. Sunt trupe aeriene care aruncă cu raze de vindecare pe un grup de unități. Vindecătorii ocupă 14 locuri într-o tabără.
  - Dragonii (Dragons): Sunt trupe aeriene și unele dintre cele mai puternice unități din joc. Au un atac puternic și ca și magicienii pot afecta mai multe trupe dacă acestea stau lângă țint; au multă viață. Ocupă 20 de locuri într-o tabără.
  - P.E.K.K.A. : Sunt războinici complet acoperiți de armură și înarmarți cu o sabie (două de la nivelul 4) și au cea mai multă viață și cea mai mare putere la atac decât orice altă trupă antrenată cu elixir. Ocupă 25 de locuri într-o tabără.
  - Dragoni Bebeluși (Baby Dragons): Sunt trupe aeriene care fac distrugere dublă dacă nu există o altă trupă aeriană lângă ele. Ocupă 10 locuri într-o tabără.
  - Minerii (Miners): Sunt trupe care merg prin subteran cu o lopată. Ei nu pot fi atacați în subteran dar vrajile au efect. Ocupă cinci locuri într-o tabără.
  - Electro Dragonul : este o trupă foarte puternică,  ea trage cu fulgere și lovește mai multe clădiri o dată, iar atunci când moare apar fulgere care lovesc în jurul locul unde moare . Ocupa 30 spațiu în tabăra.
  - Yeti: este o trupa foarte puternica, ea da cu pumnul si ocupa 30 de spatii in tabara. Are are multa viata si este ultima trupa ce se poate antrena si dus in tabara. Atunci cand moare sau este lovita tare din el apar yetimiti care ataca cel mai apropiat inamic.
  - Dragon rider: este un dragon robotic condus de un schelet. El tinteste structurile defensive. Când este învins explodeaza.
- Lista trupelor antrenabile cu elixir negru
  - Creaturile zburătoare (Minions): Sunt primele trupe din joc care se pot antrena cu elixir negru și sunt cele mai rapide trupe aeriene, dar au puțină viață. Descoperitoarele Mine Aeriane (Seeking Air Mine)  le pot detecta. Ocupă două locuri într-o tabără.
  - Călăreții de mistreți (Hog Riders): Sunt războinici înarmați cu un ciocan care călăresc un mistreț. Pot sări peste ziduri și atacă întâi clădirile defensive. Au viață de nivel mediu și sunt rapizi. Ocupă cinci locuri într-o tabără.
  - Valkyries (Walkirii): Este o războinică înarmată de un mare topor și atacă într-o rază de acțiune mai multe trupe sau clădiri. Ocupă 8 locuri în tabără.
  - Golems (Golemi): Ocupă 30 de locuri în tabără, sunt rapizi cât un gigant și au multă viață dar sunt foarte slabi să atace. Golemul este utilizat pentru a atrage atenția clădirilor defensive și între timp ce celălalte trupe atacă. Când un golem moare se împarte în doi golemites (golemiți) 3 la nivel mai mare.
  - Witches (Vrăjitoare): Aruncă cu mingi de foc și între timp evocă un grup de scheleți războinici. Ocupă 12 locuri în tabără.
  - Lava Hounds (Câini de lavă) Creaturi zburătoare, asemănător unui corcitură dintre un golem și un câine, destul de rapid. Scuipă mingi de foc pe ținta lui. Ocupă 30 de locuri în tabără. Când este învinsa apar din ea lava pups (catelusi de lava).
  - Bowler:arunca cu un bolovan intr-o constructie, face distrugere, apoi ricoseaza in alta cladire si face distrugere. Ocupa 6 spatii in tabara.
  - Ice Golemul : El este o trupa cu multa viata. Loviturile lui încetinesc inamici si rata de foc a lor. Cand moare îngheata în jurul ei eroi si cladirile inamicului ca o vraja de înghet.
- Eroi

Eroi sunt Barbarian King (Regele Barbarilor) Archer Queen (Regina Arcașilor) , un erou vrajitor (Grand Warden) si inca un erou nou.Ea este Royal Champion. Ea arunca cu sulite. Îmbunatatim o dată plătind cu elixir negru. Dacă un erou vine înfrânt, atunci va trebui să reîncarce energia sa dormind pe altar. Eroi se pot îmbunătăți cu elixir negru până la nivelul 45, vrăjitorul până la nivelul 45,si eroul nou la nivelul 30.Eroi sunt imortali și abilitatea lor este disponibilă de la nivelul 5. Ei pot fi utilizați și pentru a ataca și pentru a proteja satul jucătorului care îi deține.
Abilitatile eroilor:Barbarian King:Are o potiune de rage pe care o bea si spawneaza barbari el primeste viata.Numarul barbarilor creste cu cat este mai inbunatatit.Archer Queen:Se face invizibila si spawneaza in jurul ei niste arcase ea primeste viata.Numarul arcaselor creste cu cat e mai inbunatatit eroul.Vrajitorul:are o raza mare in care trupele bune primesc viata. Iar abilitate face nemuritoare pentru o perioada de timp toate trupele din jur. Royal champion îsi arunca scutul spre 4 cladiri de aparare si pimeste multa viata. Abilitatea tuturor eroilor se îmbunatateste odata la 5 imbunatatiri ale eroului.
- Vrăji

Vrăjile (Spells) se pot pregăti în spell factory (fabrica vrăjilor). Se pot pregăti cu elixir sau cu elixir negru. Exista o frabica pentru vraji de elixir si una pentru cele de elixir negru.
- Vrăji pregătite cu elixir
  - Lightning Spell (Vraja fulgerului) : Este prima vrajă ce se poate pregăti. O dată ce vraja a fost aruncată pe câmpul de luptă, aceasta va crea niște fulgeri care vor face daune la structuri și la trupe inamice într-o zonă restrânsă. Vraja fulgerului nu are efect pe depozite.
  - Heal Spell (Vraja vindecării) : Acestă vrajă dacă este utilizată va crea o zonă unde trupele se vor vindeca.
  - Rage Spell (Vraja furiei) : Vraja furiei va face ca orice trupă care se află în zona unde a fost aruncată să fie mai rapidă și mai puternică.
  - Jump Spell (Vraja săritului) : Vraja săritului va face ca în zona unde a fost aruncată trupele de pe pământ să poate sării peste zid (înafară de călăreți de mistreț, ce vor putea să sară peste zid și de mineri, care merg prin subteran).
  - Freeze Spell (Vraja înghețării) : Această vrajă va îngheța în mod temporan clădirile în zona unde a fost aruncată. Dacă o clădire defensivă este înghețată, nu va putea ataca invadatori. Vraja are efect pe trupele inamice dacă acestea se află în zona unde a fost aruncată dar nu dacă se mișcă în zona luată în considerare în timp ce vraja are efect.
  - Clone Spell (Vraja multiplicării) : Această vrajă va multiplica într-o zonă un anumit număr de trupe prietenoase(20 la nivelul 1).Clonele sunt fragile,dar lovesc la fel de tare ca trupa originală.
  - Vraja invizibilitati face orice este in raza ei invizibil inclusiv cladirile inamice.
- Vrăji pregătite cu elixir negru
  - Poison Spell (Vraja otrăvirii) : Este prima vrajă ce se poate pregăti cu elixir negru. Aceasta face daune la trupele care se află în zona unde vraja a fost aruncată si le încetineste.
  - Earthquake Spell (Vraja cutremurului) : Face daune la 6% din punctele de viață ale clădirilor și afectează în mod special zidurile, la care este de patru ori mai mare paguba. Nu are efect pe depozite.
  - Haste Spell (Vraja grăbirii) : Exact ca vraja furiei, această vrajă face să devine mai rapide trupele dar nu le mărește puterea de atac.
  - Skeleton Spell (Vraja Scheletelor) : Această vrajă poate fi aruncată oriunde într-o bază inamică,aducând în luptă câteva schelete.Scheleții nu declanșează capcane. La nivel mare ei apar cu scuturi, prima data trebuie sa fie distrus el.
  - Bat Spell (vraja liliecilor): Creaza oriunde în baza inamicului lilieci. Ei nu declanseaza capcane.

## Cladiri
- - Townhall(Primaria): Poate fi îmbunatatita pîna la nivelul 15. De fiecare data cînd o îmbunatatesti primesti 25 de ziduri si multe cladiri noi. Începând cu nivelul 12 este armata ( o data ce primeste lovitori poate sa traga în trupele si eroi inamici iar cand este distrusa explodeaza). Aici se depoziteaza resurse si când este distrusa inamicul primeste o stea.
  - Pompe de elixir, driluri de elixir negru si mine de aur (colectoare). Cu ele obti resursele iar când sunt lovite de inamici, ei primesc 50% la pompe de elixir si mine de aur si 75% pentru driluri de elixir negru.
  - depozitele sunt unde ti resursel.